# Nikola Gulan

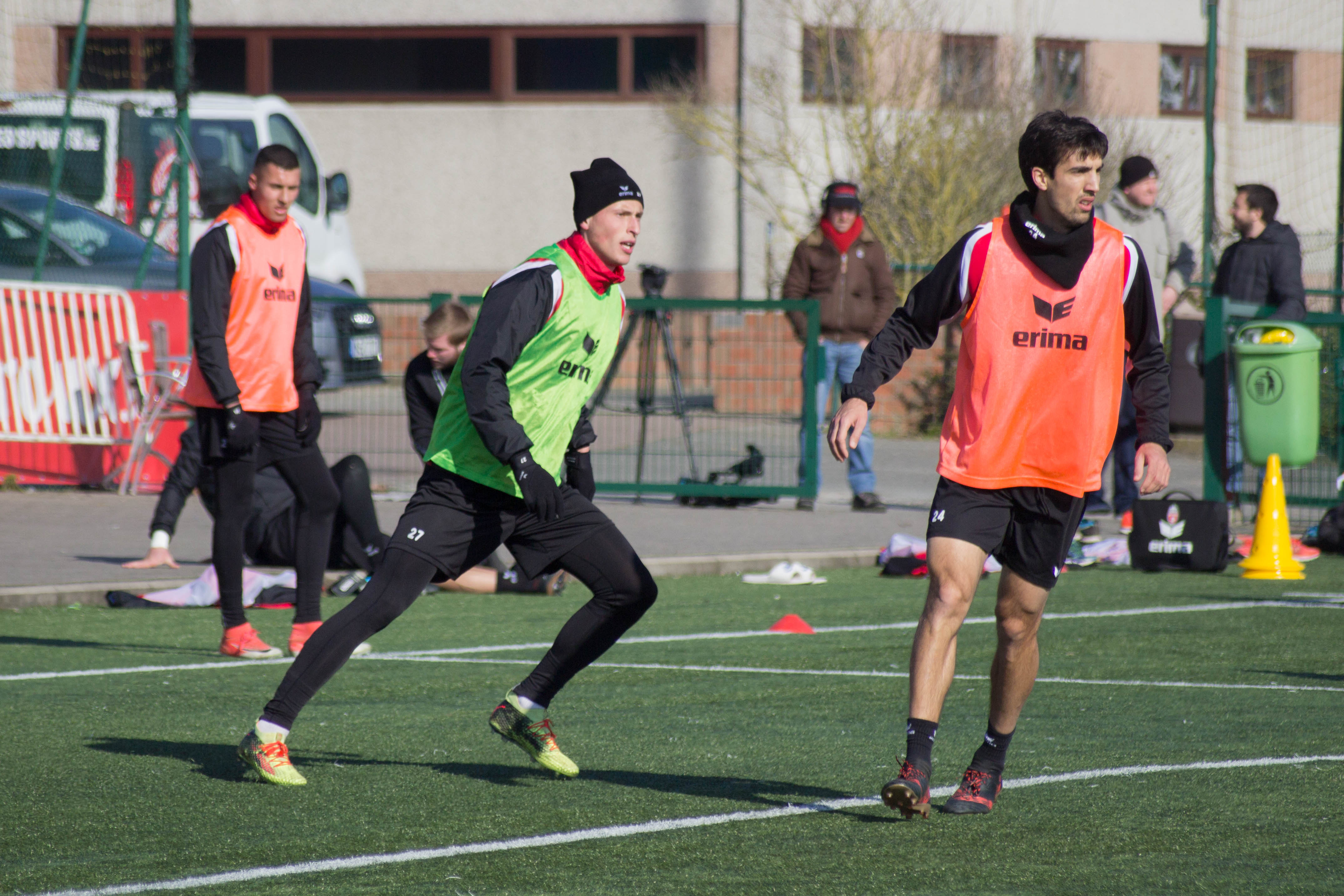
Entraînement du Royal Excel Mouscron, Février 2018

Nikola Gulan (en serbe cyrillique : Никола Гулан; né le 23 mars 1989) est un footballeur serbe qui joue en Belgique pour le Royal Excel Mouscron, en tant que défenseur ou milieu de terrain.

## Carrière en club
Né à Belgrade, Gulan est un produit du centre de formation du Partizan Belgrade.  Il fait ses débuts en équipe première durant la saison 2006-07, alors qu'il est seulement âgé de 17ans. Le 4 août 2007, il a signé quatre ans avec la Florentina, en série A italienne pour un montant de 2,8 millions d'euros.
La Fiorentina ne disposant plus de place dans son effectif pour un joueur hors-UE, Gulan est prêté à la Sampdoria en janvier 2008. Gulan retourne à la Viola en juin, après une seule apparition sur le banc le 22 mars 2008 à l'occasion du nul 1-1 à domicile contre Cagliari.
Le 2 février 2009, Gulan rejoint le TSV 1860 München en prêt jusqu'à la fin de la saison 2008-09. Il joue son premier match pour le club, le 12 avril, titulaire lors de la défaire  2-3 contre TuS Coblence en 2. Bundesliga.  Il prend part à deux autres matchs et son équipe termine 12e.
Gulan déménage à  en août 2009, à nouveau en prêt Il y joue 25 matches au poste de défenseur droit lors de cette saison.
Gulan retourne par la suite à la Fiorentina, et apparait le 26 septembre 2010 dans sa première rencontre de Serie A. Il entre en jeu en seconde mi-temps lors de la victoire 2-0 à domicile contre Parme. Il est titularisé pour la première fois le 17 octobre lors de la défaite 1-2 à la Sampdoria, son ancienne équipe.
En janvier 2012, Gulan est prêté au Chievo, jusqu'au mois de juin.  Il ne joue que dix minutes durant cette période, et finit par rejoindre le Modena FC pour un nouveau prêt d'une saison.
À la fin de son prêt à Modène, Gulan rompt son contrat avec la Fiorentina, et retourne vers son club formateur, le  FK Partizan, en y signant le 28 juin 2013 un contrat de deux ans. Gulan est libéré par le club en juillet 2014, et rejoint le RCD Majorque le 1er septembre.

### Royal Excel Mouscron
Le 23 juillet 2015, Nikola Gulan rejoint le Royal Excel Mouscron, club belge de Jupiler Pro League et y signe un contrat de deux saisons.

## Coupe Méridien
Gulan fait partie de la sélection européenne qui a remporté le Coupe du Méridien 2007 à Barcelone. L'Europe vainc l'Afrique 10-1 sur l'ensemble des matches aller/retour(6-1 et 4-0).

## Palmarès
- Coupe Méridien: 2007